# MFK Karviná

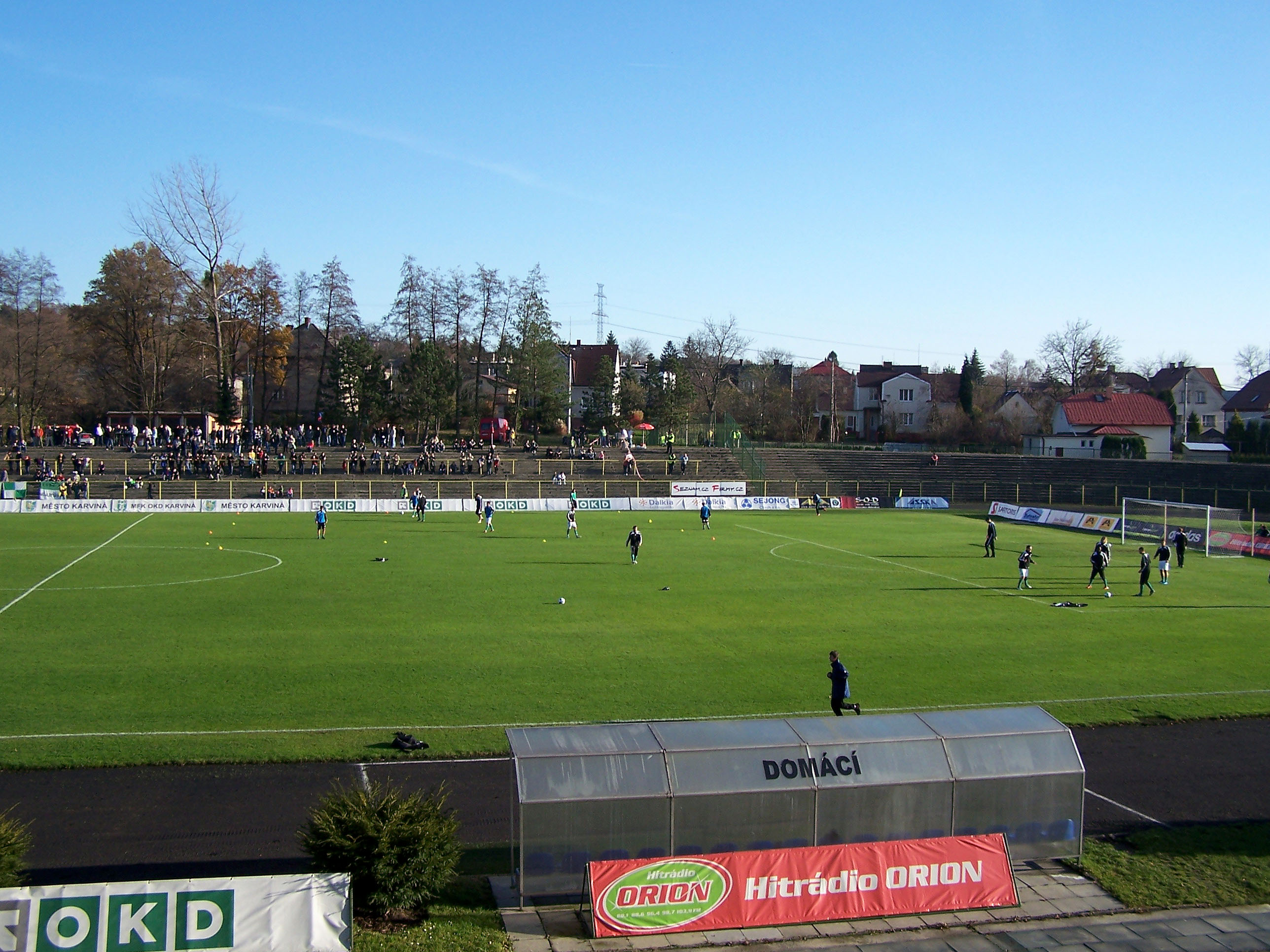
Az MFK Karviná játékosai gyakorolnak egy hazai Cseh Kupa-mérkőzés előtt 2009-ben az SK Slavia Praha ellen

Az MFK OKD Karviná cseh labdarúgócsapat Karviná városában. A klub az 1990-es években két alkalommal vett részt a Gambrinus ligában, sohasem élt túl egynél több szezont. 2008 és 2016 között a másodosztályban szerepelt, akkor feljutottak a Cseh 1. Ligába. A csapat színei a zöld és a fehér.

## Története
Karvinában - egy többetnikumos Cieszyn Sziléziai város - az idők során több focicsapat is működött, amelyeket különböző etnikumok alapítottak az első világháború után. Ebben az időben sok lengyel, német cseh és zsidó közösségek által alapított csapat létezett. A legismertebb és legerősebb lengyel csapat, a PKS Polonia Karwina 1919-ben alakult. A második világháború után a német és a zsidó klubok nem alakultak újra. Cseh és lengyel csapatok léteztek egészen az 1950-es évekig, amikor a kommunista sportélet egyesítése miatt a cseh klubok beolvadtak a ZSJ OKD Mír Karvinába, és a Polish Karwina is egyesült velük.
A klub a nemzeti élvonalban az 1996–97-es és az 1998–99-es szezonokban játszott, mindannyiszor kiesett.
A 2000–01-es cseh 2. Ligában a Karviná kiesett a Morva-Sziléziai Labdarúgó-bajnokságba (MSFL), miután a 16 csapatos bajnokság 15. helyén végzett. Később az MSFL utolsó helyén végeztek a 2001–02-es szezonban, sorozatban második kiesésüket elszenvedve. A cseh negyedosztályban játszó csapat a 2002–03-as szezonban utolsó lett, és sorozatban harmadik szezonjában esett ki.
A klub 2003-ban egyesült a Jäkl Karviná csapatával, és felvette az MFK Karviná nevet. A 2003–04-es szezonban a területi bajnokságban játszó csapat negyedik lett, de feljutott a negyedosztályba, mivel az előrébb végző csapatok nem vállalták a feljutást. A klub sorozatban két szezont töltött a negyedosztályban, első szezonjában 5., második szezonjában pedig 3. lett, ezzel a 2005–06-os szezonban feljutást nyert az MSFL-be. A klub az MSFL-be való visszatérése után először nyolcadik lett a 2005–06-os szezonban, a 2006–07-es szezonban pedig a negyedik helyen végeztek. Ezután megvették a másodvonalbeli licencet a bajnok Sigma Olomouc B-től, így feljutottak a 2. Ligába. 2016 óta az első osztályban játszanak.

## Korábbi nevek
- 1919–38: PKS Polonia Karviná
- 1945–48: SK Polonia Karviná
- 1948–51: Sokol Polonia Karviná
- 1951–53: Sokol OKD Mír Karviná
- 1953–61: Baník Karviná Mír
- 1961–94: Baník 1. máj Karviná
- 1994–95: FC Karviná–Vítkovice (egyesült az FC Vítkovice Kovkorral)
- 1995–2003: FC Karviná
- 2003–napjainkig: MFK Karviná (egyesült a Jäkl Karvinával)

## Játékosok

### Jelenlegi keret
2018.augusztus 4-én frissítve.
| #  |     | Poszt | Név             |
| -- | --- | ----- | --------------- |
| 1  | CZE | K     | Jiří Ciupa      |
| 2  | BIH | V     | Benjamin Čolić  |
| 4  | CZE | V     | Jiri Piroch     |
| 5  | CZE | V     | Pavel Dreksa    |
| 6  | CZE | KP    | Jan Šisler      |
| 7  | CZE | KP    | Erik Puchel     |
| 8  | CZE | KP    | Vojtěch Smrž    |
| 9  | CZE | KP    | Jan Kalabiška   |
| 10 | CZE | KP    | Ondřej Lingr    |
| 12 | CZE | K     | Martin Berkovec |
| 14 | CZE | KP    | Jan Moravec     |
| 15 | CZE | CS    | Tomáš Wágner    |

| #  |     | Poszt | Név                |
| -- | --- | ----- | ------------------ |
| 17 | CZE | V     | Oliver Putyera     |
| 18 | CZE | K     | Martin Pastornický |
| 19 | CZE | KP    | Petr Galuška       |
| 20 | CZE | V     | Lubos Tusjak       |
| 21 | CZE | KP    | Tomáš Weber        |
| 22 | CZE | V     | Pavel Moskal       |
| 23 | CZE | KP    | Lukáš Budínský     |
| 24 | VEN | CS    | Eric Ramírez       |
| 25 | CZE | KP    | Jan Suchan         |
| 26 | BIH | V     | Bojan Letić        |
| 27 | CZE | CS    | Filip Panák        |
| 66 | SVK | V     | Marek Janečka      |
|    | HUN | V     | Kocsis Gergő       |

## Fordítás
Ez a szócikk részben vagy egészben  a   MFK Karviná című angol Wikipédia-szócikk ezen változatának fordításán alapul.  Az eredeti cikk szerkesztőit annak laptörténete sorolja fel. Ez a jelzés csupán a megfogalmazás eredetét és a szerzői jogokat jelzi, nem szolgál a cikkben szereplő információk forrásmegjelöléseként.

## Külső hivatkozások
- Hivatalos weboldal